# St. Andreas (Korschenbroich)

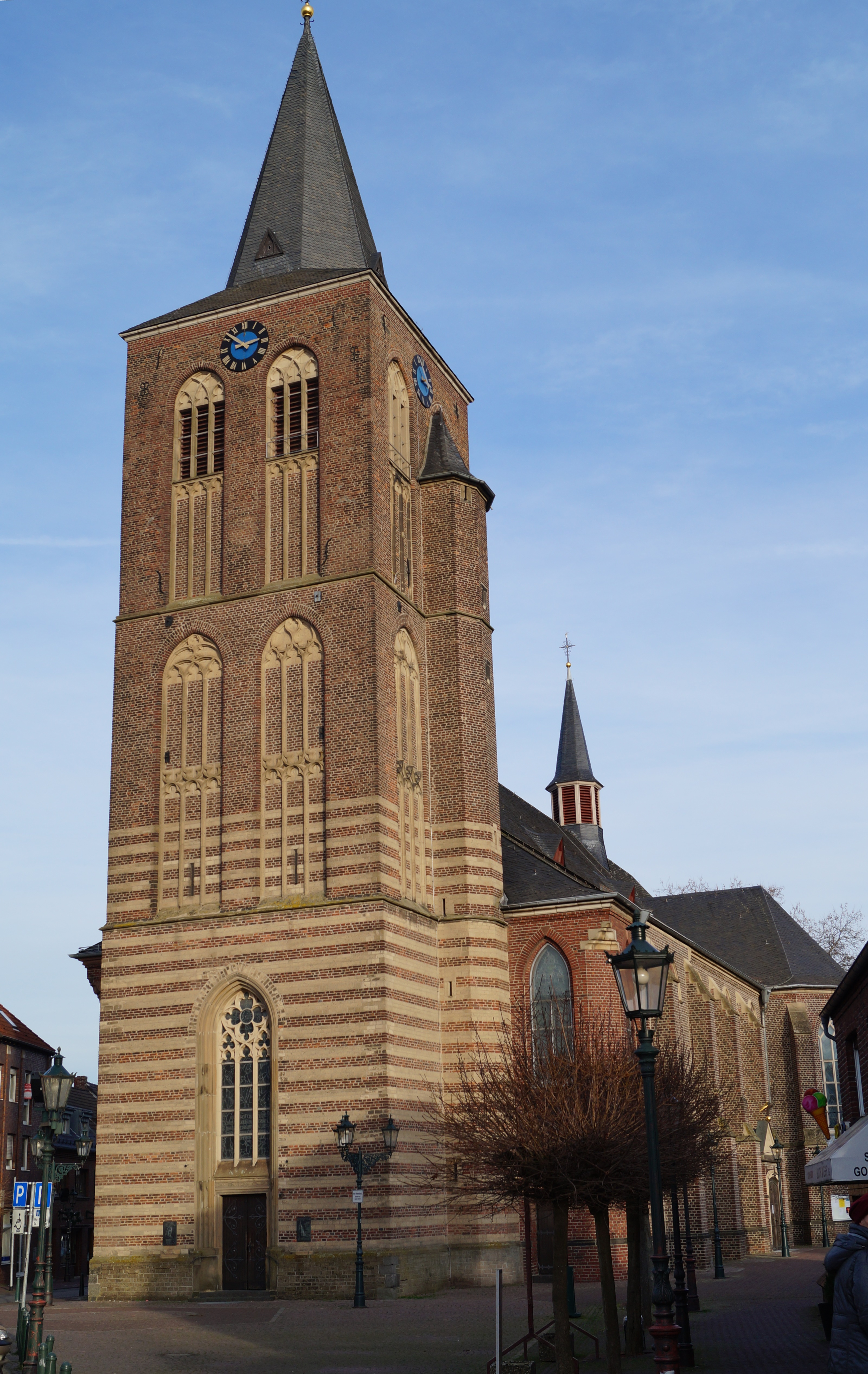
St. Andreas (2014)

St. Andreas ist eine römisch-katholische Pfarrkirche in Korschenbroich. Pfarrpatron ist der heilige Apostel Andreas. Die Pfarrgemeinde von St. Andreas ist Teil der Gemeinschaft der Gemeinden (GdG) Korschenbroich gemeinsam mit den anderen vier Pfarrgemeinden St. Dionysius Kleinenbroich, St. Georg Liedberg, Herz Jesu Herrenshoff und St. Marien Pesch.
Die Pfarrgemeinden von Korschenbroich sind Teil des Bistums Aachen, nur die Pfarrgemeinde St. Pankratius im Stadtteil Glehn ist Teil des Erzbistums Köln.

## Geschichte

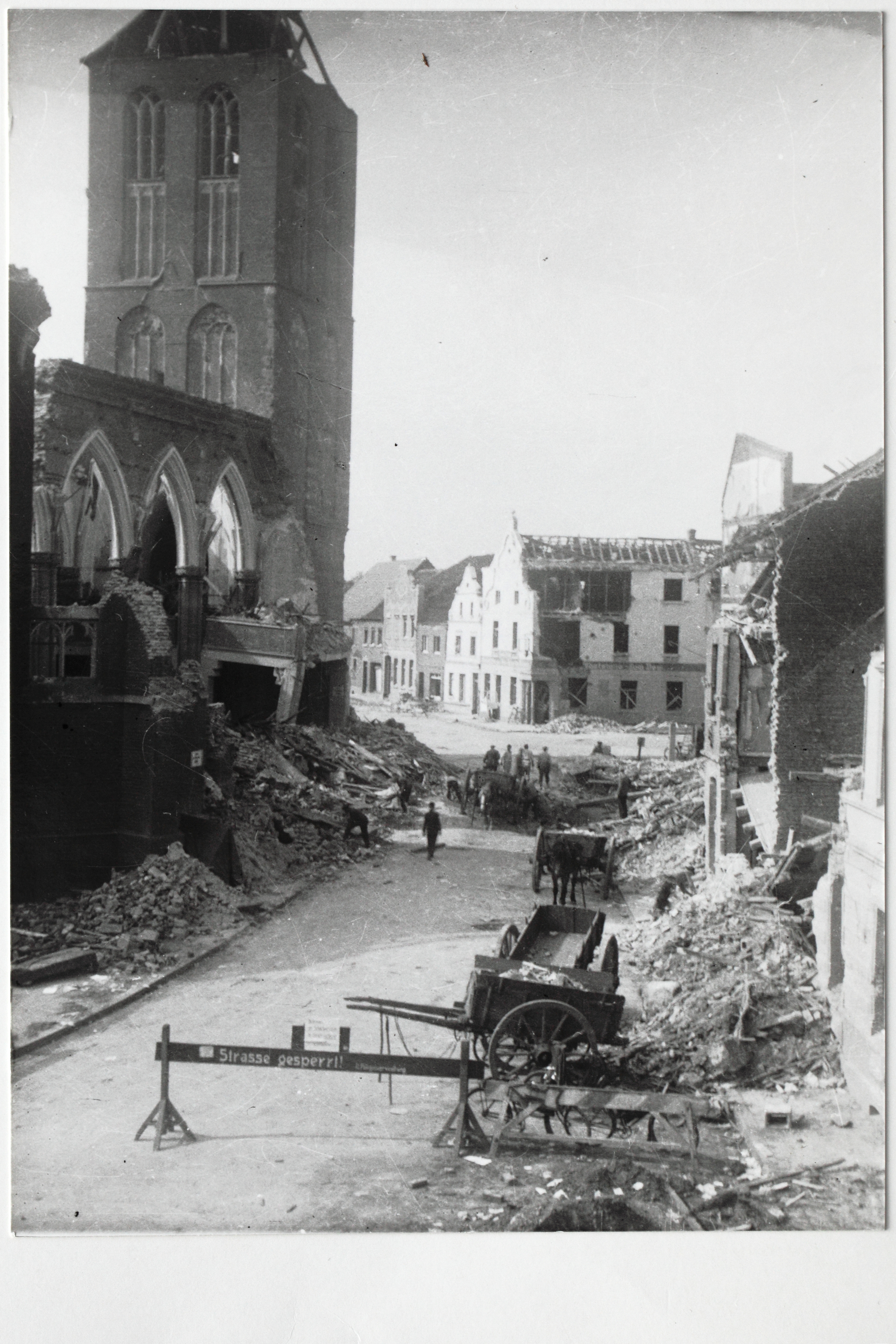
Hochstraße und Kirche St. Andreas nach dem Bombenangriff 1943

Möglicherweise entstand der erste Kirchenbau an dieser Stelle auf den Resten eines früheren römischen Bauwerks. Bei Ausgrabungen im Bereich der Kirche wurden römische Mauern und Fundamente mit einer Dicke von 1 m entdeckt. Ob es sich dabei um die Überreste einer villa rustica handelt oder um einen gallo-römischen Umgangstempel, kann derzeit nicht verifiziert werden. Für einen Tempel spricht die Tatsache, dass kaum Keramik oder Tierknochen gefunden wurden, die auf eine Wohnbebauung hinweisen würden.
Einige Bodenfunde lassen Rückschlüsse zu, dass um 1000 n. Chr. ein Kirchenbau unter Verwendung von römischen Leistenziegeln, Brohler Tuffstein und Liedberger Sandstein errichtet wurde.
Auf das Jahr 1471 kann eine spätgotische dreischiffige Kirche datiert werden. 1504 wurde das Wahrzeichen Korschenbroichs, der 46 Meter hohe Kirchturm aufgebaut. Es ist das älteste noch erhaltene Bauwerk der Stadt. Er hat drei Stockwerke und besteht bis zur Mitte des zweiten Geschosses aus Tuff- und Backsteinen, im oberen Teil aus Ziegelsteinen. Früher gehörte ein Kirchturm nicht notwendig zum Gotteshaus, sondern war vielmehr ein Beiwerk zur Repräsentation einer Gemeinde und musste somit von ihr finanziert werden. Der Kirchturm von St. Andreas lässt daher auf eine wohlhabende Kirchengemeinde schließen. Das Patronat über St. Andreas gehörte seit dem 15. Jahrhundert bis 1795 zur Herrschaft Myllendonk.
Die spätgotische Hallenkirche aus dem Jahr 1471 wurde 1888 abgerissen, da die wachsende Zahl der Gläubigen eine größere Kirche erforderte. Nur der backsteinerne Kirchturm mit Bändern aus Tuffstein blieb stehen und wurde in den Bau der neuen Kirche einbezogen.
1890 wurde mit dem Bau der neuen Kirche begonnen – man entschied sich für eine neugotische Pseudobasilika aus Backstein. Die Kirche wurde im August 1892 durch den Weihbischof und späteren Kardinal des Erzbistums Köln Anton Fischer feierlich eingesegnet.
Während der Bombennacht vom 22. auf den 23. August 1943 wurde das gesamte Kirchenschiff zerstört. Es wurde von 1947 bis 1949 wieder aufgebaut.
Umfassende Grundsanierungsarbeiten an der Bausubstanz und eine liturgiegerechte Neugestaltung des Kirchenraums erfolgten ab 1982 und gaben der Kirche ihre heutige Gestalt. Dabei entstand auch eine achteckige Altarinsel.

## Ausstattung

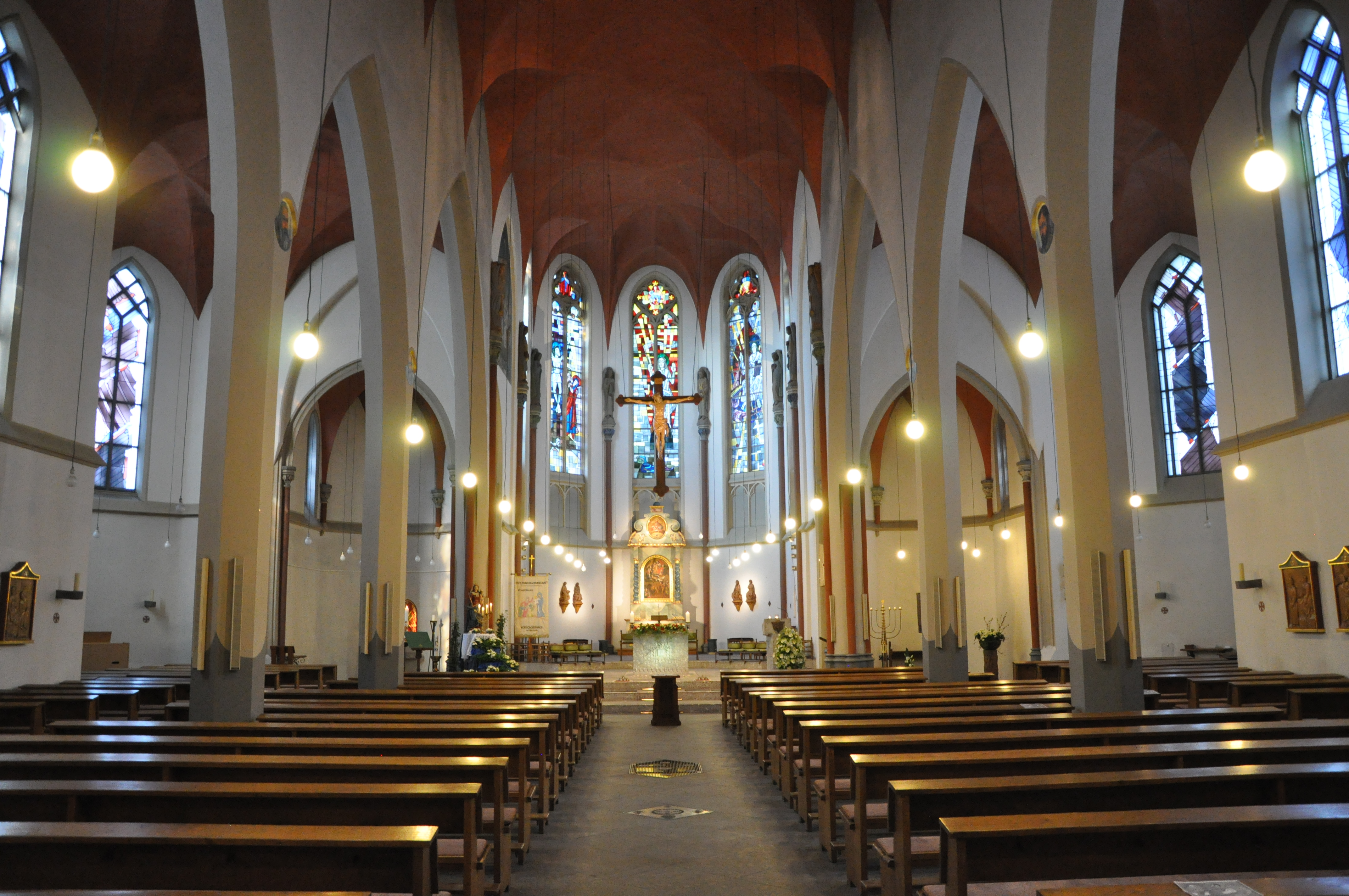
Innenansicht (2013)

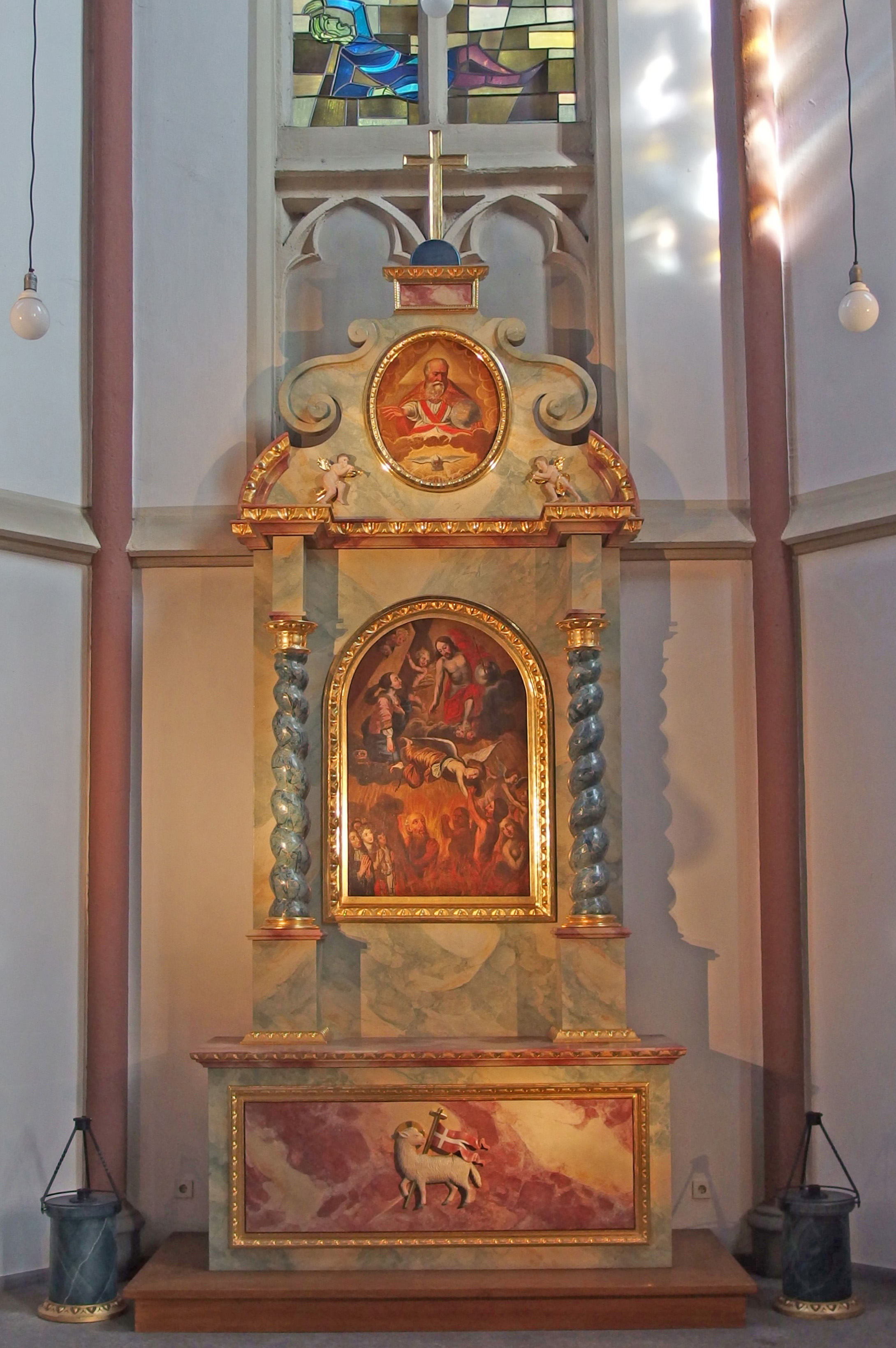
Barockaltar

Den Mittelpunkt der Kirche und der Eucharistiefeiern bildet der Zelebrationsaltar, der aus einem kräftigen Marmorblock besteht, der durch ein kunstvoll gearbeitetes Wurzelflechtwerk mit dem Boden verwachsen scheint und so mit der Erde fest verwurzelt ist. Er steht auf der Altarinsel knapp unter der Vierung. Die Vorderseite des Altars wird geschmückt mit eucharistischen Motiven aus Ähren, Trauben und einem Pfauenbild. Dem Altar haftet eine besondere Würde an und er stellt für die Gläubigen zugleich eine Opferstätte als auch einen zentralen Ort der Danksagung dar.
Das Fensterbild im Apsisscheitel preist den Auferstehungssieg des hingerichteten Messias. An der Westseite des Kirchenraums sind sechs Bildnisse von Aposteln (Andreas, Petrus, Jakobus d. Ä., Bartholomäus, Thaddäus und Philippus) zu sehen, die 2001/2002 von dem italienischen Künstler Viktor Seroner geschaffen wurden. Das Portalfenster stellt ein Opferlamm dar und geht auf Arbeiten des Künstlers Hermann Gottfried zurück.
Bei den Arbeiten 1982/83 wurde im Mittelgang eine Grabkammer gefunden, die heute von kunstvollen Bronzegittern bedeckt wird und wohl zeitweilig als besonders ehrenvolle Grablege der Herrschaften von Myllendonk gedient hatte.
Das verzierte Taufbecken aus dem späten 19. Jahrhundert steht in der linken Seitenapsis. Der Künstler Ernst Rasche gestaltete 1983 eine neue Haube, wobei er die aufgesetzte Taube als Symbol des Heiligen Geistes von der ursprünglichen Haube übernahm.
Der als Stele konzipierte Tabernakel befindet sich in der rechten Apsis. Die Stele und die Einfassung wurden ebenfalls von Ernst Rasche gestaltet.
1998 wurde ein 125 Jahre verschollener Barockaltar im Scheitelpunkt des Chorraumes wieder aufgestellt. Er hatte noch vor einigen Generationen als Altar für die Fronleichnamsprozession gedient. Es wird angenommen, dass er aus der Ausstattung der spätgotischen Kirche St. Andreas aus der Mitte des 17. Jahrhunderts stammt. Nach seinem Fund wurden er und die zugehörigen Ölgemälde meisterlich restauriert, und sie schmücken heute die Kirche in neuer Pracht.
Die Umgestaltung der Kirche und die Anschaffung der Meisterwerke der Sakralkunst wurden insbesondere durch Pfarrer Alois Müller vorangetrieben, der die Pfarre von 1974 bis 2005 leitete. Von 2005 bis 2017 wirkte er als Subsidiar der Gemeinschaft der Gemeinden (GDG) weiter. 2017 verstarb Pfarrer Alois Müller, ihm zu Ehren wurde der ehemalige Kirchplatz zum Pfarrer-Müller-Platz umbenannt.

## Orgel

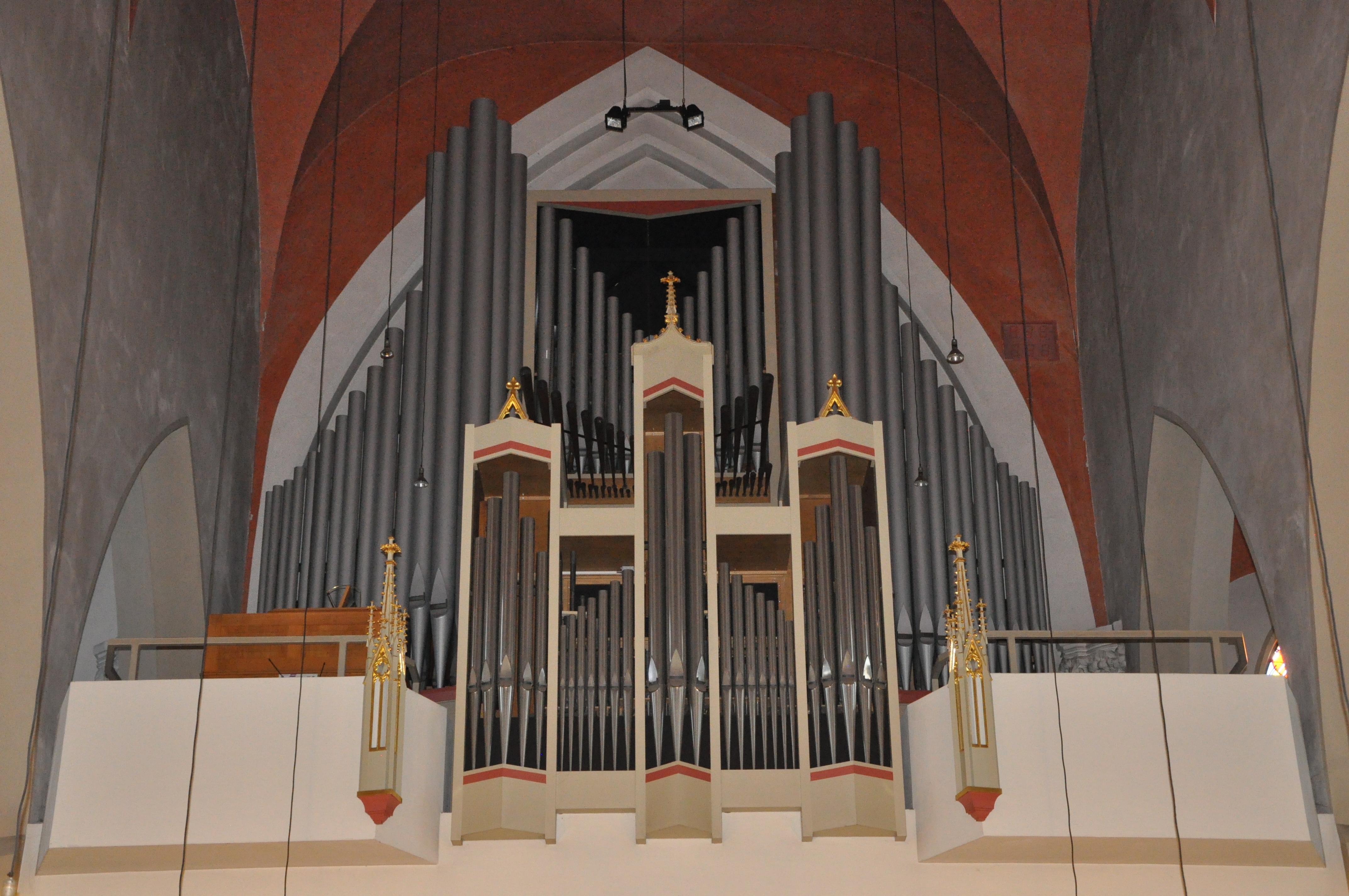
Orgelprospekt nach der Renovierung von 2000

Über die ersten Orgeln der Pfarrkirche St. Andreas zu Korschenbroich ist wenig bekannt. Erwähnt wird lediglich die Entfernung der Orgel aus dem Chorraum der Kirche im Jahre 1645 sowie die Errichtung einer Orgel im Jahre 1783. 1843 baute der Orgelbauer Rudolf Ibach aus Barmen ein Instrument mit 26 Registern, verteilt auf zwei Manuale und Pedal. 1890 fiel diese Orgel dem Abbruch der alten Kirche zum Opfer. Für den Bau einer neuen Orgel erhielt im August 1892 gemäß Beschluss des Kirchenvorstandes der Orgelbauer Heinrich Dautzenberg aus Linnich den Zuschlag. Diese Orgel blieb von den Beeinträchtigungen des Ersten Weltkriegs nicht verschont. Im Jahr 1917 wurden neben den beiden größten Glocken auch 93 Orgelpfeifen beschlagnahmt.
Am 18. Februar 1929 wurde gemäß der Pfarrchronik von Pfarrer Otto mit dem Abbau der Orgel begonnen. Gleichzeitig wurde der Orgelbauer Johannes Klais aus Bonn mit dem Neubau einer Orgel beauftragt. Diese Orgel, die schon im Juni desselben Jahres feierlich eingeweiht wurde, erhielt einen Freipfeifenprospekt, elektropneumatische Kegelladen sowie 32 Register auf zwei Manualen und Pedal. In der Bombennacht vom 22. zum 23. August 1943 wurde auch die Orgel vollständig zerstört.
Die erste Orgel nach dem Zweiten Weltkrieg wurde 1953 ebenfalls von Johannes Klais (Bonn) erbaut. Das Instrument hatte 33 Register auf drei Manualwerken und Pedal, und wiederum einen Freipfeifenprospekt und elektropneumatische Kegelladen. 1970 wurde das Instrument durch die Orgelbaufirma Fischer & Krämer (Endingen) mittels gebrauchter Register umdisponiert. 1977 baute Fischer & Krämer die technische Anlage um und fügte weitere gebrauchte Register hinzu. Das Instrument besaß zu diesem Zeitpunkt 44 Register, verteilt auf drei Manuale und Pedal. 1984 wurde die Orgel ebenfalls durch Fischer & Krämer um ein Rückpositiv ergänzt. 1999 erfolgten noch einige kleinere Umbauten wie der Austausch der Freien Kombinationen durch eine Setzeranlage und die Vorbereitung zum Einbau einiger weiterer Register. Im Jahre 2000 wurde die Orgelbaufirma Romanus Seifert & Sohn aus Kevelaer mit der Generalrenovierung und folgenden Arbeiten beauftragt: Neuanfertigung eines viermanualigen Spieltischs, Elektrifizierung der Trakturen, Einbau einer zweiten Schwellwerkslade und eines neuen Schwellwerkgehäuses, farbliche Neugestaltung des Prospekts mit Lackierung der Zinkprospektpfeifen, Dispositionsänderungen, Generalreinigung und Intonation.

| I Rückpositiv C–g3 |        |
| Konzertflöte       | 8′     |
| Rohrflöte          | 4′     |
| Quinte             | 2 ⁄3′  |
| Piccolo            | 2′     |
| Terz               | 1 3⁄5′ |
| Zimbel III         | 1′     |
| Krummhorn          | 8′     |
| Tremulant          |        |
| Zimbelstern        |        |

| II Hauptwerk C–g3  |       |     |
| Gedeckt            | 16′   |     |
| Prinzipal          | 8′    |     |
| Rohrflöte          | 8′    |     |
| Oktave             | 4′    |     |
| Hohlflöte          | 4′    |     |
| Quinte             | 2 ⁄3′ |     |
| Superoktave        | 2′    |     |
| Kornett IV         | 4′    |     |
| Mixtur IV          | 4′    |     |
| Trompete           | 8′    |     |
| Horizontaltrompete | 8′    |     |
| Tuba               | 16′   | (v) |

| III Unterwerk C–g3 |       |     |
| Gedeckt            | 8′    |     |
| Viola              | 8′    |     |
| Prinzipal          | 4′    |     |
| Spitzflöte         | 4′    |     |
| Oktave             | 2′    |     |
| Quintflöte         | 1 ⁄3′ |     |
| Oktävlein          | 1′    |     |
| Scharff III        | 2⁄3′  |     |
| Krummhorn          | 8′    | (v) |

| IV Schwellwerk C–g3 |       |
| Gedeckt             | 16′   |
| Geigenprinzipal     | 8′    |
| Orchesterflöte      | 8′    |
| Gambe               | 8′    |
| Schwebung           | 8′    |
| Prinzipal           | 4′    |
| Traversflöte        | 4′    |
| Querflöte           | 2′    |
| Kornettquinte II    |       |
| Mixtur IV           | 1 ⁄3′ |
| Trompete            | 4′    |
| Klarinette          | 8′    |
| Oboe                | 8′    |
| Solotrompete        | 8′    |
| Fagott              | 16′   |
| Tremulant           |       |

| Pedal C–f1    |         |     |
| Kontrabass    | 32′     | (v) |
| Prinzipalbass | 16′     |     |
| Subbass       | 16′     |     |
| Quintbass     | 10 2⁄3′ |     |
| Oktavbass     | 8′      |     |
| Gedecktbass   | 8′      |     |
| Cellobass     | 8′      | (v) |
| Choralbass    | 4′      | (v) |
| Trompete      | 4′      | (v) |
| Trompete      | 8′      |     |
| Posaune       | 16′     |     |
| Kontraposaune | 32′     |     |

- Koppeln
  - Normalkoppeln: I/II, I/III, III/I, III/II, IV/I, IV/II, IV/III, I/P, II/P, III/P, IV/P
  - Superoktavkoppeln: II, IV, IV/II, IV/P
  - Suboktavkoppeln: II, III, IV, III/I, III/II, IV/I, IV/II, IV/III
- Spielhilfen: 768 Setzerkombinationen; Setzer-Sequenzer als Fußtritt und manuell für Spieler und Registrant; Äqualabschaltungen der Sub- und Superoktavkoppeln für HW / SW / General als Fußtritt
- Anmerkung:

(v) = vakant
2019/2020 wurde das Instrument durch die Orgelbaufirma Weimbs reorganisiert. Die Prospektfront wurde um 66 cm nach vorne versetzt, um mehr Platz für das neue Instrument zu haben. Das Instrument erhielt zudem einen neuen viermanualigen Spieltisch. Die Disposition wurde von vormals 49 auf 79 Register (darunter 10 Transmissionen) erweitert. Hinzugefügt wurde ein Chamadenwerk, welches an jedes Manualwerk bzw. das Pedal frei gekoppelt werden kann. Das Instrument zählt zu den größten symphonischen Orgeln des Rheinlandes. Die Spiel- und Registertrakturen sind elektronisch (Manualwerke Schleiflade, Pedalwerk Kegellade).
| I Rückpositiv C–g3 |                |        |
| 01.                | Konzertflöte 0 | 8′     |
| 02.                | Rohrflöte      | 4′     |
| 03.                | Quinte         | 2 ⁄3′  |
| 04.                | Piccolo        | 2′     |
| 05.                | Terz           | 1 3⁄5′ |
| 06.                | Zimbel III     | 1′     |
| 07.                | Krummhorn      | 8′     |
|                    | Tremulant      |        |
|                    | Zimbelstern    |        |

| II Hauptwerk C–g3 |                       |        |
| 08.               | Bordun                | 32′    |
| 09.               | Bordun                | 16′    |
| 10.               | Salicet (= Nr. 28)    | 16′    |
| 11.               | Prinzipal major       | 08′    |
| 12.               | Prinzipal minor       | 08′    |
| 13.               | Harmonieflöte         | 08′    |
| 14.               | Rohrflöte             | 08′    |
| 15.               | Bordun                | 08′    |
| 16.               | Cello                 | 08′    |
| 17.               | Salicional (= Nr. 30) | 08′    |
| 18.               | Oktave                | 04′    |
| 19.               | Konzertflöte          | 04′    |
| 20.               | Hohlflöte             | 04′    |
| 21.               | Fugara (= Nr. 34)     | 04′    |
| 22.               | Quinte                | 02 ⁄3′ |
| 23.               | Superoktave           | 02′    |
| 24.               | Kornett IV            | 04′    |
| 25.               | Mixtur IV             | 01 ⁄3′ |
| 26.               | Fagott                | 16′    |
| 27.               | Trompete              | 08′    |

| III Unterwerk C–g3 |                          |        |
| 28.                | Salicet                  | 16′    |
| 29.                | Harmonieflöte (= Nr. 13) | 08′    |
| 30.                | Salicional               | 08′    |
| 31.                | Gedeckt                  | 08′    |
| 32.                | Unda Maris               | 08′    |
| 33.                | Prinzipal                | 04′    |
| 34.                | Fugara                   | 04′    |
| 35.                | Spitzflöte               | 04′    |
| 36.                | Oktave                   | 02′    |
| 37.                | Quintflöte               | 01 ⁄3′ |
| 38.                | Piccolo                  | 01′    |
| 39.                | Scharff III              | 02⁄3′  |
| 40.                | Basson/Oboe              | 08′    |
| 41.                | Vox humana               | 08′    |
|                    | Tremulant                |        |

| IV Schwellwerk C–g3 |                   |     |
| 42.                 | Gedeckt           | 16′ |
| 43.                 | Flötenprinzipal   | 08′ |
| 44.                 | Orchesterflöte    | 08′ |
| 45.                 | Bordun (= Nr. 15) | 08′ |
| 46.                 | Violgambe         | 08′ |
| 47.                 | Vox Coelestis     | 08′ |
| 48.                 | Prinzipal         | 04′ |
| 49.                 | Traversflöte      | 04′ |
| 50.                 | Querflöte         | 02′ |
| 51.                 | Sesquialter II    |     |
| 52.                 | Progressio III-IV | 02′ |
| 53.                 | Fagott            | 16′ |
| 54.                 | Solotrompete      | 08′ |
| 55.                 | Oboe              | 08′ |
| 56.                 | Klarinette        | 08′ |
| 57.                 | Klarine           | 04′ |
|                     | Tremulant         |     |

| Pedal C–f1 |                        |         |  |
| 58.        | Kontrabass             | 32′     |  |
| 59.        | Untersatz              | 32′     |  |
| 60.        | Prinzipalbass          | 16′     |  |
| 61.        | Violon                 | 16′     |  |
| 62.        | Subbass                | 16′     |  |
| 63.        | Salicetbass (= Nr. 28) | 16′     |  |
| 64.        | Zartbass (= Nr. 9)     | 16′     |  |
| 65.        | Quintbass              | 10 2⁄3′ |  |
| 66.        | Oktavbass              | 08′     |  |
| 67.        | Cellobass              | 08′     |  |
| 68.        | Gedecktbass            | 08′     |  |
| 69.        | Zartgedeckt (= Nr. 15) | 08′     |  |
| 70.        | Choralbass             | 04′     |  |
| 71.        | Violinbass (= Nr. 34)  | 04′     |  |
| 72.        | Kontraposaune          | 32′     |  |
| 73.        | Posaune                | 16′     |  |
| 74.        | Fagott (= Nr. 26)      | 16′     |  |
| 75.        | Trompete               | 08′     |  |
| 76.        | Trompete               | 04′     |  |

| Chamaden C–g3 |          |     |
| 77.           | Tromba 0 | 16′ |
| 78.           | Tromba   | 08′ |
| 79.           | Tromba   | 04′ |

| Schlagwerk |           |
|            | Vibraphon |

- Koppeln
  - Normalkoppeln: I/II, I/III, III/I, III/II, IV/I, IV/II, IV/III, I/P, II/P, III/P, IV/P
  - Superoktavkoppeln: II, IV, IV/II, IV/P
  - Suboktavkoppeln: II, III, IV, III/I, III/II, IV/I, IV/II, IV/III
  - Melodiekoppeln: Sopran HW/I, Sopran UW/I, Sopran SW/I, Bass Ped/I
  - Weitere Koppeln: 6 freie Koppeln
- Spielhilfen: 768 Setzerkombinationen; Setzer-Sequenzer als Fußtritt und manuell für Spieler und Registrant; Äqualabschaltungen der Sub- und Superoktavkoppeln für HW / SW / General als Fußtritt
- Sonderfunktionen: Floating Division, Pizzicato, Sostenuto u. a.
- Anmerkungen:

1. ↑  Register von ca. 1750.
2. ↑  Register von ca. 1880.
3. ↑  49 Klangplatten.

Die Förderung der sakralen Orgelmusik über die Einbindung in die Liturgie hinaus ist Anliegen eines in den 1970er-Jahren gegründeten Freundeskreises für Orgelmusik an St. Andreas Korschenbroich e.V. Zusammen mit der Pfarrgemeinde St. Andreas und der Stadt Korschenbroich veranstaltet er jährlich eine Internationale Orgelwoche und alle zwei Jahre den Internationalen Orgelwettbewerb sowie mehrmals jährlich Orgelkonzerte. Kantor an St. Andreas und künstlerischer Leiter der Veranstaltungsreihen ist Martin Sonnen.

## Glocken

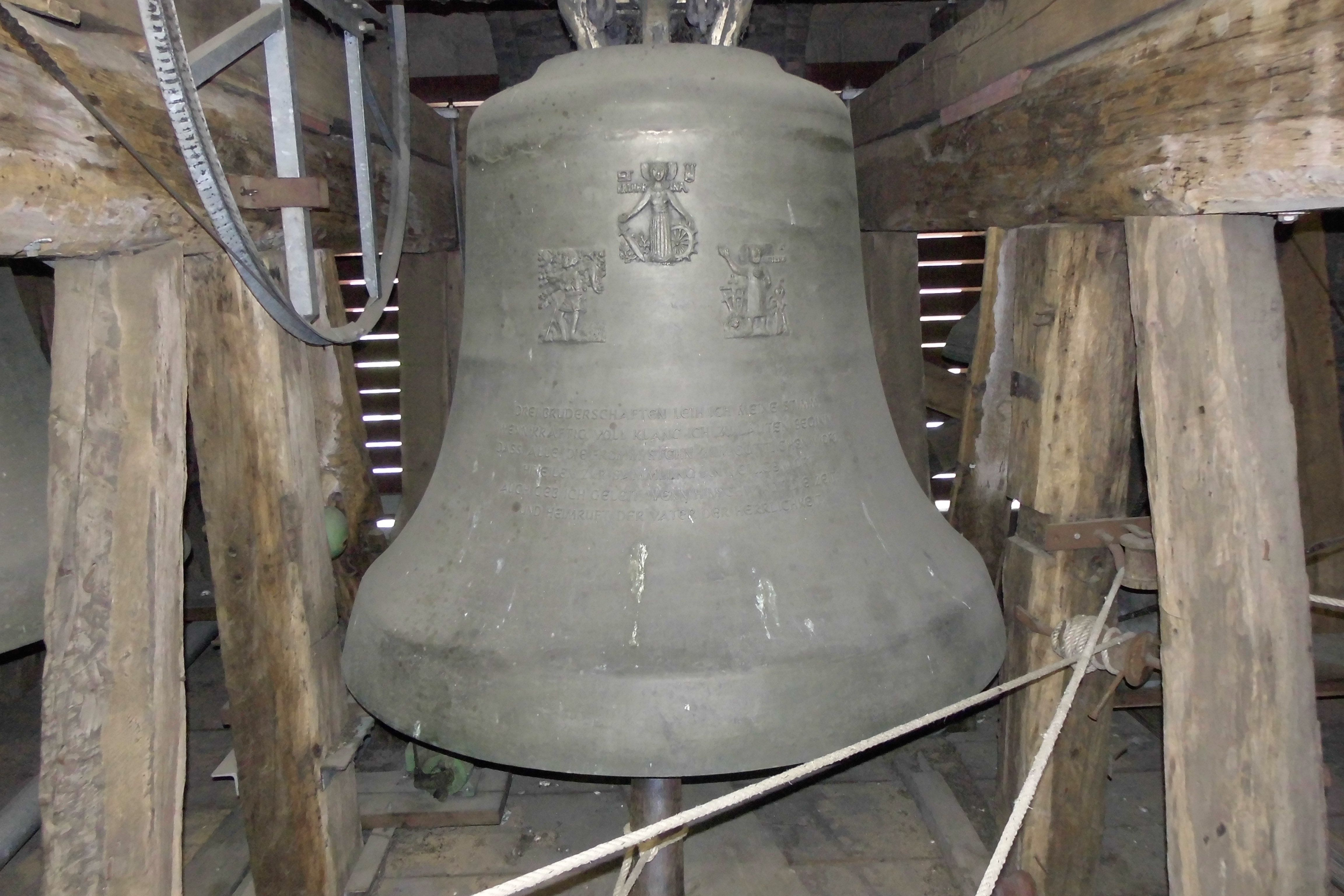
Heiligenglocke

Die älteste nachweisbare Glocke aus St. Andreas stammte aus dem Jahr 1635 und trug die Inschrift: „St. Andreas heiß ich, Johanna Katharina Elisabetha Gräfin von Bronkhorst zu Anhalt, Freyfrau von Batob und dero Gemeinde Kirsmich diene ich, Franz von Trier goss mich 1637.“ Die Glocke musste 1815 wegen eines Risses umgegossen werden. Diese und eine weitere Glocke von 1851 fielen im Ersten Weltkrieg 1917 der Rüstungsmaschinerie zum Opfer, da sich die Bronze gut für den Guss von militärischen Gerätschaften und Kanonen eignete.
Im Turm von St. Andreas hängen heute vier Bronze-Glocken. Unter ihnen befindet sich eine historische Glocke. Es handelt sich dabei um die kleinste Glocke, die reich verzierte und mit verschiedenen Wappen dekorierte Marienglocke. Sie wurde im Jahre 1656 von dem Glockengießer Cordt von Stommel (Stommeln bei Pulheim) gegossen.
1990 erhielt die Korschenbroicher Pfarre drei neue Bronzeglocken, gegossen in der Eifeler Glockengießerei Mark in Brockscheid. Die schwerste Glocke ist den Bruderschaftsheiligen St. Katharina, St. Sebastian und St. Matthias gewidmet. Die zweite Glocke ist nach dem Pfarrpatron benannt, die dritte Glocke trägt den Namen „Christkönigglocke“.
Im Jahr 1993 wurde eine kleine Dachreiterglocke von 89 kg ergänzt, die Brunoglocke, die ebenfalls von der Firma Mark in Bronze gegossen wurde.
| Nr. | Name                                     | Gussjahr | Ø (mm) | Gewicht (kg) | Nominal (16tel) | Inschriften |
| 1   | Heilige (Katharina, Sebastian, Matthias) | 1990     | 1651   | 2790         | h0 −1           | H E I L I G E N - G L O C K E (Mehrere Heiligenbilder) DREI BRUDERSCHAFTEN LEIH ICH MEINE STIMM, WENN KRÄFTIG, VOLL KLANG ICH ZU LÄUTEN BEGINN. DASS ALLE, DIE FROMM STEHN ZUM GÖTTLICHEN WORT HINEILEN ZUR SAMMLUNG AN HEILIGEM ORT. AUCH GEB ICH GELEIT WENN HINSCHWINDT DIE ZEIT UND HEIMRUFT DER VATER DER HERRLICHKEIT. GESTIFTET VON FA. JOS. DANERS KORSCHENBROICH 1 9 9 0 (Firmenschild) |
| 2   | Andreas                                  | 1990     | 1388   | 1785         | d1 +1           | A N D R E A S - G L O C K E (Bild: Hl. Andreas) BEATE ANDREA APOSTOLE, ECCLESIAE NOSTRAE PRAEDICATOR ET RECTOR, ESTO PRO NOBIS APUD DEUM CLEMENTISSIMUM PATREM PERPETUUS INTERCESSOR. (Hl. Apostel Andreas, unserer Kirche Fürsprecher und Leiter, sei für uns bei Gott, dem gütigsten Vater, ein beständiger Fürsprecher.) GESTIFTET VON DER PFARRGEMEINDE KORSCHENBROICH 1 9 9 0 (Firmenschild) |
| 3   | Christkönig                              | 1990     | 1233   | 1195         | e1 +3           | C H R I S T K Ö N I G - G L O C K E (Bild: Christkönig) REX REGUM ET DOMINE DOMINANTIUM MISERERE NOBIS ET DA PACEM IN DIEBUS NOSTRIS. (König der Könige und Herr der Herren erbarme Dich unser und gib Frieden in unseren Tagen.) GESTIFTET VON WILH. DOERGES, PFR.I.R. KORSCHENBROICH 1 9 9 0 (Firmenschild) |
| 4   | Marien                                   | 1656     | 1148   | 930          | fis1 +3         | PHILIPPUS DE CROY COMES DE ROEUX ET S. ROMAN IMPERY DOMINUS IN MILLENDUNCK ETC. DESCEDENS IN RECTA LINEA A MARCO REGE HUNGARIAE ET JOHANNA CATHARINA ELISABETHA NATA COMTISSA IN BRONCHORST ET ANHOLT UXOR (Philipp von Croy, Herzog von Rouex und des Hl. Römischen Reiches, Herr in Millendonk etc., abstammend in gerader Linie von Markus, König von Ungarn, und seiner Gattin Johanna Katharina Elisabeth Gräfin in Bronkhorst und Anholt.) S. Maria heisch ich. 1656. M. Goerd van Stommel goß mich. |
| 5   | Bruno                                    | 1992     | 499    | 89           | g2 +5           | PAX HOMINUBUS ET OMNI CREATURAE (Friede den Menschen und allen Kreaturen.) HL. BRUNO KORSCHENBROICH 1993 |

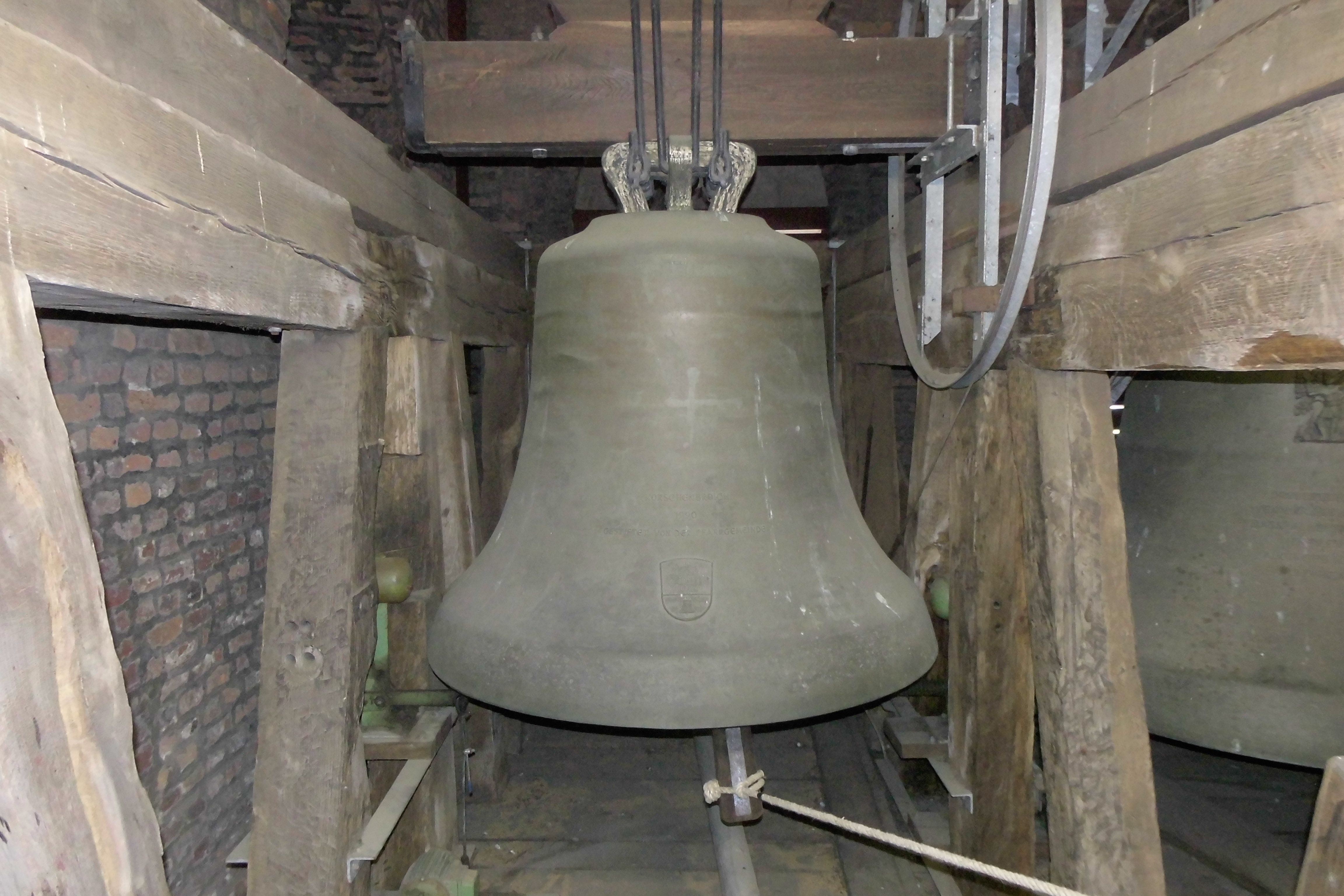
Andreasglocke
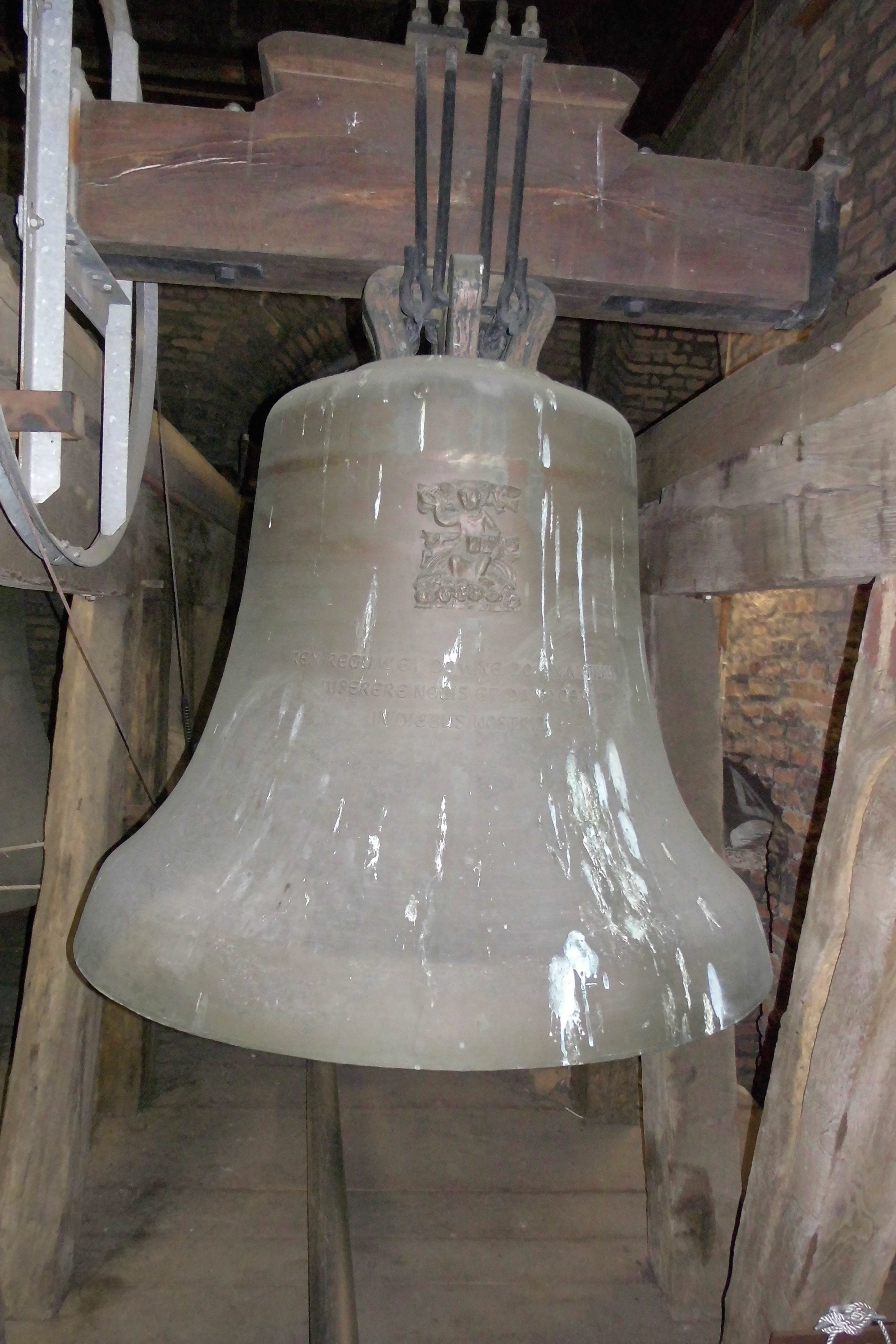
Christkönigglocke

### Geläutemotive
Mit den Glocken können unterschiedliche Melodien (Geläutemotive) geläutet werden.
- Glocken I-IV Präfationsgeläutemotiv (per omnia saecula saeculorum, h-d-e-e-fis-e-e-d-e-e-d-d)

- Glocken I-IV O Heiland, reiß die Himmel auf (Gotteslob Nr. 231, h-d-e-fis)

- Glocken II-IV Pater noster (Vater unser, Gotteslob Nr. 589, d-e-fis-e)

- Glocken II-IV Maria, breit den Mantel aus (Gotteslob Nr. 534, d-d-e-fis-d-e-e-d)

- Glocken II-IV Requiem (Introitus der Messe für Verstorbene, Gotteslob Nr. 512, d-e-d-d d-e-fis-fis-e-d-e-e-d)

- Glocken II-IV Vidi aquam (Gotteslob Nr. 125, d-d-e-d-d)

- Glocken I-III Te Deum (Gotteslob Nr. 179, h-d-e-e)

### Glockenbeiern
Seit Anfang des 17. Jahrhunderts ist in Korschenbroich auch die Tradition des Glockenbeierns erhalten. Gebeiert wird am Samstag vor dem Weißen Sonntag und vor Pfingsten, zur Fronleichnamsprozession und zum Fest des Pfarrpatrons Andreas am 30. November.
Mit den Glocken können unterschiedliche Melodien gebeiert werden. Beim Beiern werden die schweren Klöppel der Glocken mit Seilen gezogen und rhythmisch angeschlagen. Überliefert ist aus dem 18. Jahrhundert der Liedvers „Anton, Anton, Töllesch, Töllesch Anton“. Dieser Vers soll auf einen Zöllner (= Töllesch) Anton Schmitten zurückgehen, der zu dieser Zeit an St. Andreas Beiermann war.

## Denkmalschutz
Die Kirche wurde am 21. August 1985 unter Nummer 015 in die Denkmalliste der Stadt Korschenbroich eingetragen.
Denkmalbeschreibung
„Neugotische Pseudobasilika aus Backstein mit polygonalem Chorschluss und polygonalen Seitenkapitellen, vorgesetzter, spätgotischer, dreigeschossiger Westturm mit Tuffbändern; im Innern 1949 stark erneuert.“